# Hyokkori Hyoutanjima
Hyokkori Hyoutanjima (ひょっこりひょうたん島 Isla calabaza inesperada?) Es el tema principal del programa de marionetas de la NHK General TV "Hyokkori Hyoutanjima". La letra está escrita por Hisashi Inoue y Morihisa Yamamoto, la composición y el arreglo de Seiichiro Uno, y el canto de Yoko Maekawa y el Coro de niños de Hibari. utilizado desde el inicio de la transmisión en abril de 1964 hasta el episodio final en abril de 1969. El primer registro fue el libro de imágenes de hojas sonoras "Hyokkori Hyoutanjima Wanwan Ran" lanzado por Asahi Sonorama el 24 de septiembre de 1964 (una nueva versión) también fue lanzado en 1965. Desde entonces, ha sido versionado por muchos cantantes, y Maekawa también se auto-versionó con el álbum "Yoko Maekawa Super Best ~ Cutie Honey / Hyokkori Hyoutanjima ~" lanzado en 2005.

## Información
Anuncio en ese momento, el título de la canción no se adjunta, la versión de Asahi Sonorama de la "canción principal", 1966 de King Records en los sencillos de la etiqueta "Hyokkori Hyoutanjima (theme songs)". "Hyokkori Hyoutanjima" se convirtió en el título principal de la versión de 1967 Crown Record, en la que Young Fresh actuó como coro.
Inesperadamente ha sido uno de los modelos de artemisa de la isla de calabaza Hagishima hay un distrito de Kamihei de la prefectura de Iwate Otsuchi en la radio de prevención de desastres, se ha adoptado como el timbre del mediodía de 2003. Gran terremoto del este de Japón porque pierdes tu fuente de sonido El sonido y la amistad de agosto de 2011 true Ozone ha desaparecido al tocar el piano. En 2013, el sonido se introdujo en la campaña publicitaria de Toyota Motor "ReBORN DRIVE FOR TOHOKU", y fue cantado por Beat Takeshi, Shofukutei Tsurbin y Takuya Kimura en el comercial.

## Covers

### Morning Musume
Morning Musume no Hyokkori Hyoutanjima (モーニング娘。のひょっこりひょうたん島 La isla de Calabaza Inesperada de Morning Musume?) es el 17º sencillo de Morning Musume, así como su primer single de portada. Fue lanzado el 19 de febrero de 2003 y vendió 151,342 copias, alcanzando el puesto # 4 en la lista semanal de Oricon. El Single V vendió un total de 33,871 copias.

## Lista de Canciones

### CD
1. Morning Musume no Hyokkori Hyoutanjima
2. Housekibako (宝石箱; La Caja del Tesoro)
3. Morning Musume no Hyokkori Hyoutanjima (Instrumental)

### Single V
1. Morning Musume no Hyokkori Hyoutanjima
2. Making Eizou (メイキング映像)

## Miembros Presentes
- 1.ª Generación: Kaori Iida, Natsumi Abe
- 2.ª Generación: Kei Yasuda Mari Yaguchi
- 4.ª Generación: Rika Ishikawa, Hitomi Yoshizawa, Nozomi Tsuji, Ai Kago
- 5.ª Generación: Ai Takahashi, Asami Konno, Makoto Ogawa, Risa Niigaki

## Ranking de Oricon
Rankings Diario y semanal
| Lu | Mar | Mier | Jue | Vie | Sab | Dom | Puntos semanales | Ventas |
| -- | --- | ---- | --- | --- | --- | --- | ---------------- | ------ |
| -  | 2   | 4    | 5   | 6   | 5   | 4   | 4                | 72,594 |
| 7  | 14  | 14   | 12  | 9   | 7   | 7   | 11               | 22,118 |
| 9  | 15  | 18   | 18  | 19  | 10  | 11  | 16               | 13,428 |
| 18 | -   | -    | 20  | -   | 16  | 16  | 22               | 8,780  |
| -  | -   | -    | -   | -   | -   | -   | 31               | 5,744  |
| -  | -   | -    | -   | -   | -   | -   | 43               | 4,660  |
| -  | -   | -    | -   | -   | -   | -   | 131              | 2,963  |
| -  | -   | -    | -   | -   | -   | -   | xxx              | xxxx   |

Ranking anual
| Año  | Punto anual | Ventas  |
| ---- | ----------- | ------- |
| 2003 | 63          | 151,342 |

## Kobushi Factory y Tsubaki Factory
Es un sencillo digital de Kobushi Factory y Tsubaki Factory. Fue lanzado el 17 de julio de 2018. Es una versión del tema principal del espectáculo de marionetas para niños de 1964, que se utilizó como canción oficial obligatoria para el concurso Aidorusai 2018 ~ Idol Matsuri ~. El video musical estuvo disponible para descarga digital el 1 de agosto de 2018.

## Información
El sencillo es un cover del 17º sencillo de Morning Musume, Morning Musume no Hyokkori Hyoutanjima, además de que el video musical de Kobushi Factory y Tsubaki Factory es un tributo a Morning Musume realizado por el mismo director, Kawatani Hideo.

## Lista de Canciones
1. Hyokkori Hyoutanjima
2. Hyokkori Hyoutanjima (Instrumental)

## Miembros Presentes
Kobushi Factory:
- Ayaka Hirose
- Minami Nomura
- Ayano Hamaura
- Sakurako Wada
- Rei Inoue

Tsubaki Factory:
- Risa Ogata
- Riko Yamagishi
- Kisora Niinuma
- Ami Tanimoto
- Yumeno Kishimoto
- Kiki Asakura
- Mizuho Ono
- Saori Onoda
- Mao Akiyama